# سارا سامپایو
سارا پینتو سامپایو (به پرتغالی: Sara Pinto Sampaio)، (زاده شده در ۲۱ ژوئیه ۱۹۹۱) یک مدل اهل پرتغال است. وی بیشتر به‌خاطر اینکه یکی از فرشتگان ویکتوریا سیکرت بوده، شناخته شده است.وی سفیر زیبایی جورجیو آرمانی است و برای کالتسدونیا کار می‌کند.
سامپایو در سال‌های ۲۰۱۱، ۲۰۱۲، ۲۰۱۴، ۲۰۱۵ و ۲۰۱۶ برنده عنوان بهترین مدل در رویداد گلدن گلوب پرتغال(به پرتغالی: Globos de Ouro) شد. همچنین وی در سال ۲۰۱۹، برنده شخصیت مد سال شد.

## دوران اولیه زندگی
سالهای اولیه زندگی سارا سامپایو در حومه پورتو، در شمال کشور پرتغال سپری شد. پدر او، آرماندو سامپایو، برای یک شرکت غواصی حرفه ای کار می‌کند، و مادرش، کریستینا سامپایو. در یک شرکت واردات مشغول می‌باشد. سارا یک برادر به نام آندره دارد.
وی پس از اتمام دبیرستان، برای ادامه تحصیلات به دانشگاه لیسبون رفت.

## زندگی حرفه ای
سارا سامپایو اولین بار در سن ۱۵ سالگی کشف استعداد شد، اگرچه او تا رسیدن به سن ۱۶ سالگی اجازه شرکت در مسابقات مدلینگ را نداشت. در ۱۶ سالگی، او در یک مسابقه مدلینگ مو در پرتغال به نام (موی پانتین ۲۰۰۷) ((به پرتغالی: Cabelos Pantene 2007) برنده شد. پس از آن مسابقه، او در یک آگهی بازرگانی در پرتغال ایفای نقش نمود. با این حال، والدینش وی را تشویق نمودند، که تا قبل از تبدیل شدن به یک مدل حرفه‌ای، دبیرستان را به پایان برساند.
رؤیای سارا سامپایو کار برای ویکتوریا سیکرت بود. پس از آن که آژانس او عکس‌هایی از وی را برای ویکنوریا سیکرت ارسال نمود، از او خواسته شد که مصاحبه و تست داشته باشد.
با این حال، او به نمایشگاه مد نرسید. او به دنبال کردن این راه ادامه داد و در نهایت به جرگه مدل‌های این برند پیوسته اولین حضور خود را در نمایش مد ویکتوریا سیکرت در سال ۱۳ نوامبر ۲۰۱۳ انجام رسانید، جایی که در بخش پینک از شو دِفیله رفت. در طول دومین سال اجرای خود در سال ۲۰۱۴، او در دو بخش شو دفیله رفت. در سال ۲۰۱۵، او به عنوان یکی از جدیدترین فرشتگان ویکتوریا سیکرت برای صحنه نمایش مد سال ۲۰۱۵ انتخاب شد و در دسامبر همان سال، برای اولین بار به عنوان فرشته برای این برند بروی صحنه نمایش ظاهر شد. سارا با فرشتگان دیگر در فشن شو ۲۰۱۶ در پاریس، فرانسه بروی صحنه حضور داشت.

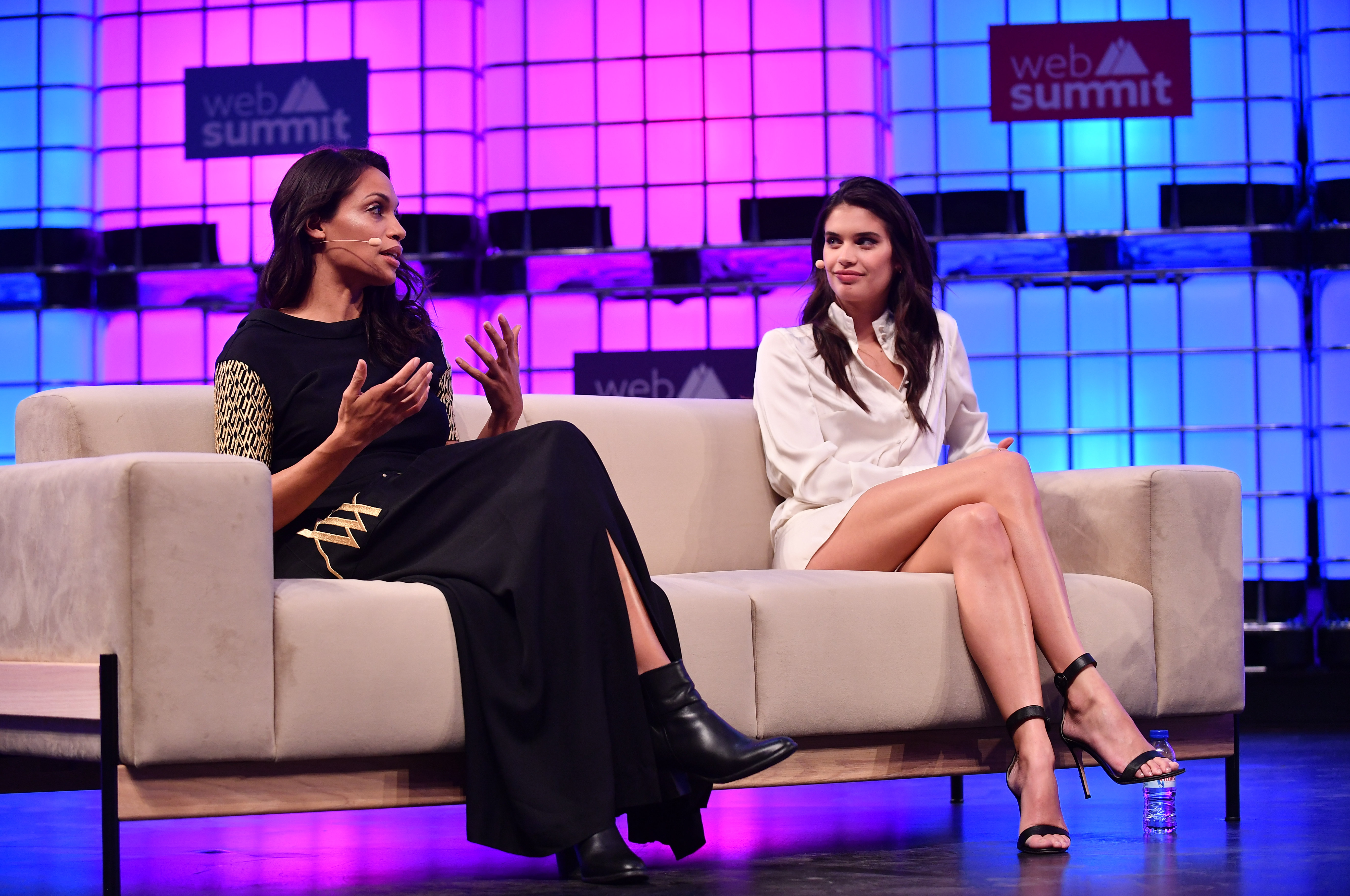
سارا سامپایو در وب سامیت سال ۲۰۱۷

او در تبلیغات تلویزیونی اسپری بدن اَکس در ایالات متحده حضوری برجسته داشت.
در سال ۲۰۱۲ او برای حضور تضویرش بروی جلد مجله وُگ پرتغال در ماه آوریل برگزیده شد و در تابستان ۲۰۱۲ به عنوان چهره کمپین تبلیغاتی بین‌المللی (کالنسدونیا مار)انتخاب شد، عکس برداری از وی توسط رافائل مازاکو در جامایکا در یونان انجام شد. او مجدداً در سال‌های ۲۰۱۳، ۲۰۱۴ و ۲۰۱۵ چهره برند کالنسدونیا بود.او همچنین در نکرار کمپین فصول پائیز/زمسنان سال ۲۰۱۱/۲۰۱۲ بلومارین در کنار ایرینا شایک و در کمپین فصول پائیز/زمستان سال ۲۰۱۱/۲۰۱۲ آرمانی به همراه آدریانا لیما حضور داشت.سارا سامپایو در اولین نسخه سال جی‌کیو به زبان پرتغالی حضور داشت، جایی که از او به عنوان «هشتمین عجایب جهان» معرفی یاد شد. وی در کمپین رزا چا ۲۰۱۳ در کنار باربارا پالوین ظاهر شد. او
سامپایو بر روی جلد مجله افیکال، ووگ، ماری کلیر، گلامور، ال، هارپرز بازار، جی کیو، تلوا، و… به چاپ رسید.

### وضعیت سلامت
سامپایو در اینستاگرام اعلام کرده که از ریکوتیلومانیا یا اختلال موکنی رنج می‌برد. او توسط طرفداران و رسانه‌ها به دلیل افزایش اطلاع‌رسانی در مورد این بیماری کمتر شناخته شده، مورد تحسین قرار گرفت و پیام‌های حمایتی زیادی از سایر مبتلایان به این بیماری دریافت نمود.

## آثار

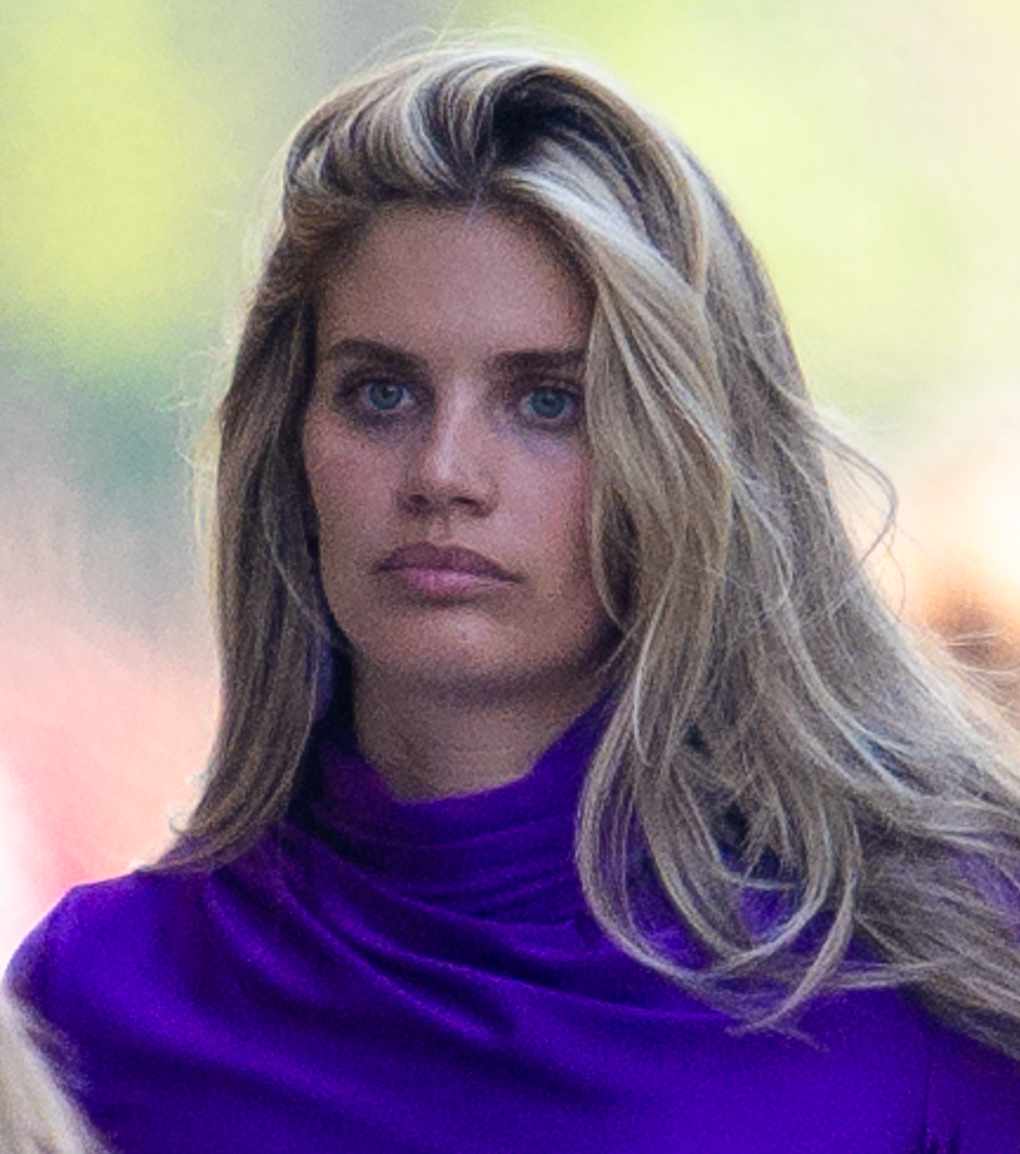
سارا سامپایو در نقش ایو تشماکر در فیلم سوپرمن

### فیلم‌ها
| سال  | نام فیلم     | نقش        | یادداشت                |
| ---- | ------------ | ---------- | ---------------------- |
| ۲۰۱۷ | تشویق کننده  | خودش       |                        |
| ۲۰۱۸ | Carga        | آنا        |                        |
| ۲۰۲۱ | بحران        | اینز       |                        |
| ۲۰۲۱ | Sombra       | مارتا      |                        |
| ۲۰۲۴ | Billy Knight | جیا        | فیلم در مرحله پساتولید |
| ۲۰۲۵ | سوپرمن       | ایو تشماکر | در حال تولید           |

| Films that have not yet been released | به فیلم‌هایی اشاره دارد، که هنوز به مرحله اکران نرسیده‌اند |

## جایزه‌ها
- رتبه اول در مسابقه Cabelos Pantene، سال ۲۰۰۷
- بهترین مدل زن، جوایز مد گلدن گلوب پرتغال، سال ۲۰۱۱
- بهترین مدل زن، جوایز مد ووگ پرتغال سال ۲۰۱۱[۲۰]
- بهترین مدل زن، جوایز مد گلدن گلوب پرتغال، سال ۲۰۱۲
- بهترین مدل زن، جوایز مد ووگ پرتغال، سال ۲۰۱۲[۲۱]

### استنادات
1. ↑  "Sara Sampaio - Central Models". Central Models. Retrieved 14 July 2024.
2. 1 2  "Sara Sampaio". FMD. Archived from the original on 15 December 2017. Retrieved 19 December 2019.
3. 1 2  "Sara Sampaio". modelmanagement.com. Archived from the original on 20 April 2019. Retrieved 20 April 2019.
4. ↑  "Sara Sampaio - Model Profile - Photos & latest news". models.com. Archived from the original on 1 May 2021. Retrieved 11 May 2021.
5. ↑  "StackPath". models.com. Archived from the original on 20 October 2017. Retrieved 2022-10-06.
6. ↑  "Sara Sampaio". NUMÉRO (به انگلیسی). Archived from the original on 6 October 2022. Retrieved 2022-10-06.
7. ↑  "Sara Sampaio emociona-se ao dedicar Globo de Ouro à avó". Caras Magazine. Archived from the original on 10 December 2012. Retrieved 20 January 2013.
8. ↑  "Caras | Sara Sampaio ganha o sexto Globo de Ouro da sua carreira". Caras (به پرتغالی). 2019-09-29. Archived from the original on 7 January 2022. Retrieved 2022-01-07.
9. ↑  Nomeados e vencedores da XXª edição بایگانی‌شده  در ۲۸ ژوئیه ۲۰۱۸ توسط Wayback Machine, Caras Portugal (official website in portuguese)
10. 1 2  Mulkerrins, Jane (2018-03-18). "Sarah Sampaio On The Modeling Industry, Her Career & Making A …". Net-a-Porter. Archived from the original on 10 July 2023. Retrieved 2023-07-09.
11. 1 2 3  "Ao lado do irmão e dos pais, Sara Sampaio assegura: "Não me sinto uma estrela"". Caras. 2015-05-06. Archived from the original on 10 July 2023. Retrieved 2023-07-09.
12. 1 2  Harris, Taylor (30 August 2011). "Model Call: Sara Sampaio". WWD (به انگلیسی). Archived from the original on 12 November 2015. Retrieved 5 November 2015.
13. ↑  "Central News - Cabelo Pantene 2007". Centralmodels.pt. Retrieved January 20, 2013.
14. ↑  Correia, Stefanie (12 November 2013). "Sara Sampaio desfila para Victoria's Secret". Vogue Portugal. vogue.xl.pt. Archived from the original on 3 March 2016. Retrieved 15 November 2013.
15. ↑  Rodulfo, Kristina (2016-10-28). "Here Is Every Model Walking the 2016 Victoria's Secret Fashion Show". ELLE (به انگلیسی). Archived from the original on 24 October 2020. Retrieved 2022-08-26.
16. ↑  "Sara Sampaio brilha em campanha internacional!". Lux Magazine. Archived from the original on 5 October 2012. Retrieved 20 January 2013.
17. ↑  "Sara Sampaio ousada na capa da 'GQ'". Jornal de Noticias. Archived from the original on 3 March 2016. Retrieved January 20, 2013.
18. ↑  Marques, Ana Cristina (21 July 2018). "Sara Sampaio admite sofrer de problema psicológico". Observador (به پرتغالی). Archived from the original on 5 March 2019. Retrieved 21 January 2019.
19. ↑  Adebowale, Temi (30 July 2018). "Victoria's Secret Angel Sara Sampaio Reveals She Suffers From Trichotillomania". Harper's BAZAAR (به انگلیسی). Archived from the original on 15 April 2019. Retrieved 21 January 2019.
20. ↑  «cite web».
21. ↑  . cite web http://www.vogue.xl.pt/moda/noticias/detalhe. پارامتر |عنوان= یا |title= ناموجود یا خالی (کمک)

- مشارکت‌کنندگان ویکی‌پدیا. «Sara Sampaio». در دانشنامهٔ ویکی‌پدیای انگلیسی، بازبینی‌شده در ۹ سپتامبر ۲۰۱۵.
- «Sara_Sampaio». دریافت‌شده در ۹ سپتامبر ۲۰۱۵.[پیوند مرده]